# 犬コロナウイルス
犬コロナウイルス（いぬコロナウイルス、Canine coronavirus）とは世界的に分布するコロナウイルス科に属するウイルスの1種であり、高い伝染力を有し、イヌに消化器症状を引き起こす。犬コロナウイルスは1971年ドイツにおける番犬での流行の際に発見された。犬コロナウイルスは小腸絨毛で増幅し、消化器症状は小腸粘膜上皮細胞のアポトーシスに関連して生じる 。